# Couvent Saint-Lazare de Marseille
Le couvent Saint-Lazare dit des Dominicains est un couvent dominicain construit par Pierre Bossan à Marseille en 1868. Il est le couvent de l'église Notre-Dame-du-Rosaire construite en même temps par Bossan.

## Localisation
Le couvent Saint-Lazare est situé au 35 rue Edmond-Rostand, dans le 6e arrondissement de Marseille, à l'angle entre la rue Edmond-Rostand et la rue sainte-Victoire.

## Historique

### Période de 1225 à 1524
Dix ans après la fondation de l’Ordre par saint Dominique à Toulouse en 1215, les frères prêcheurs arrivent en Provence.
Lorsqu’en 1225 ils sont arrivés à Marseille, ils se sont établis à la périphérie de la Ville, en bordure de la route d’Italie, où on leur a donné une maison destiné à accueillir les pèlerins, dite l’hôpital Saint-Michel des Ytiers. Le couvent devait se situer, dans la topographie de la ville d’aujourd’hui, non loin de l’ancienne église des Bernardines, au lycée Thiers. Le couvent s'est tellement développé qu'ils ont pu accueillir en 1300 le chapitre général de l'ordre dominicain.
En 1361, l'évêque Guillaume Sudre devient évêque de Marseille et en tant que dominicain recrute au sein du couvent pour structurer l'église Marseillaise.

### Période de 1524 à 1791

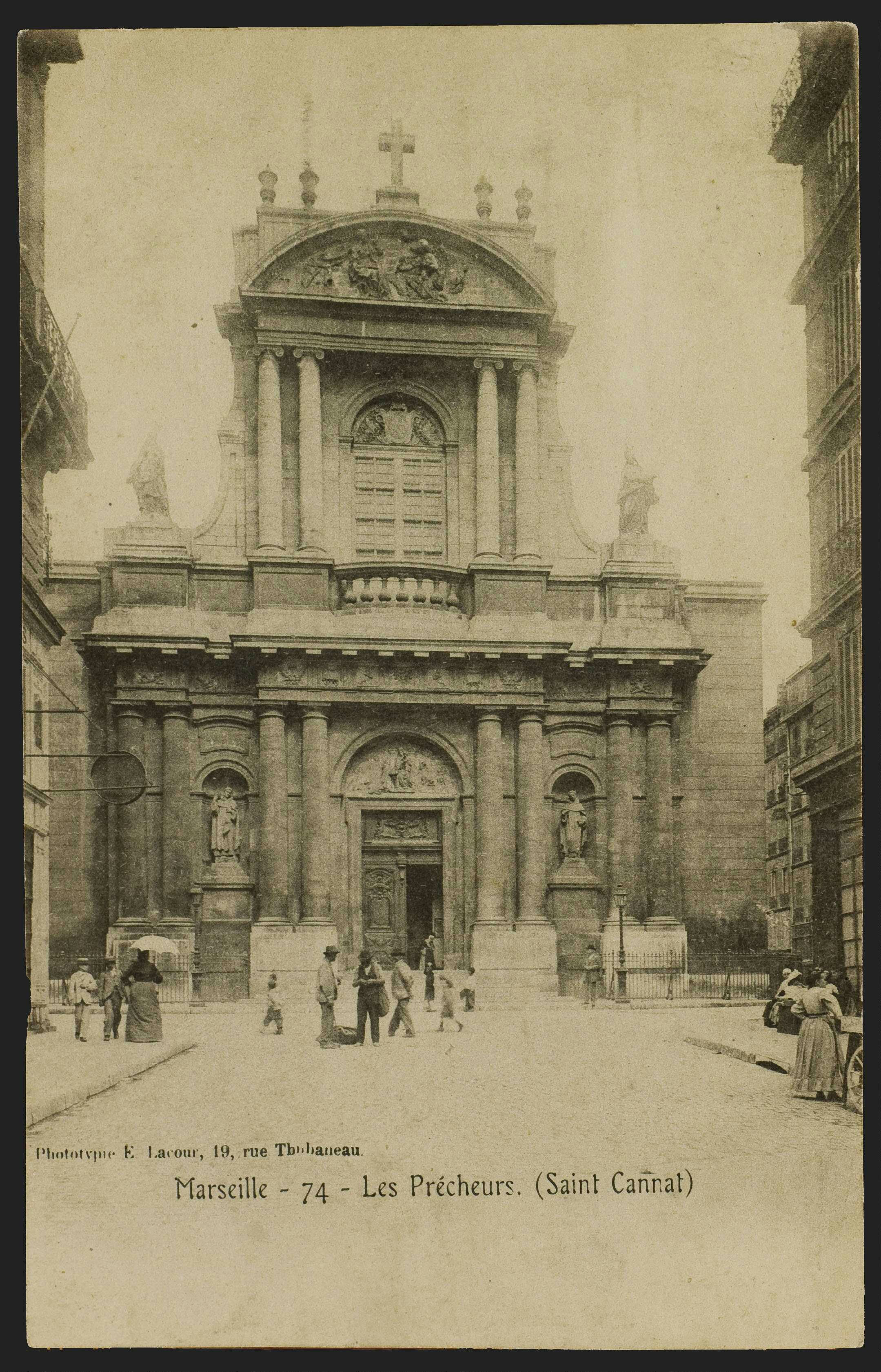
Église Saint-Cannat (ancienne église conventuelle des dominicains)

En 1524, à la suite des assauts de Charles de Bourbon, les bâtiments à l'extérieur des remparts de Marseille sont rasés pour maintenir la sécurité de la ville. De cette seconde implantation dont l'église était dédiée à l'Annonciation et  qui devait durer jusqu’en 1794, la Révolution favorisant la dissolution de la communauté, il ne reste que l'église conventuelle devenue depuis 1802 la paroisse Saint-Cannat. On peut apercevoir la façade depuis la rue de la République.

### Période de 1862 à 1920

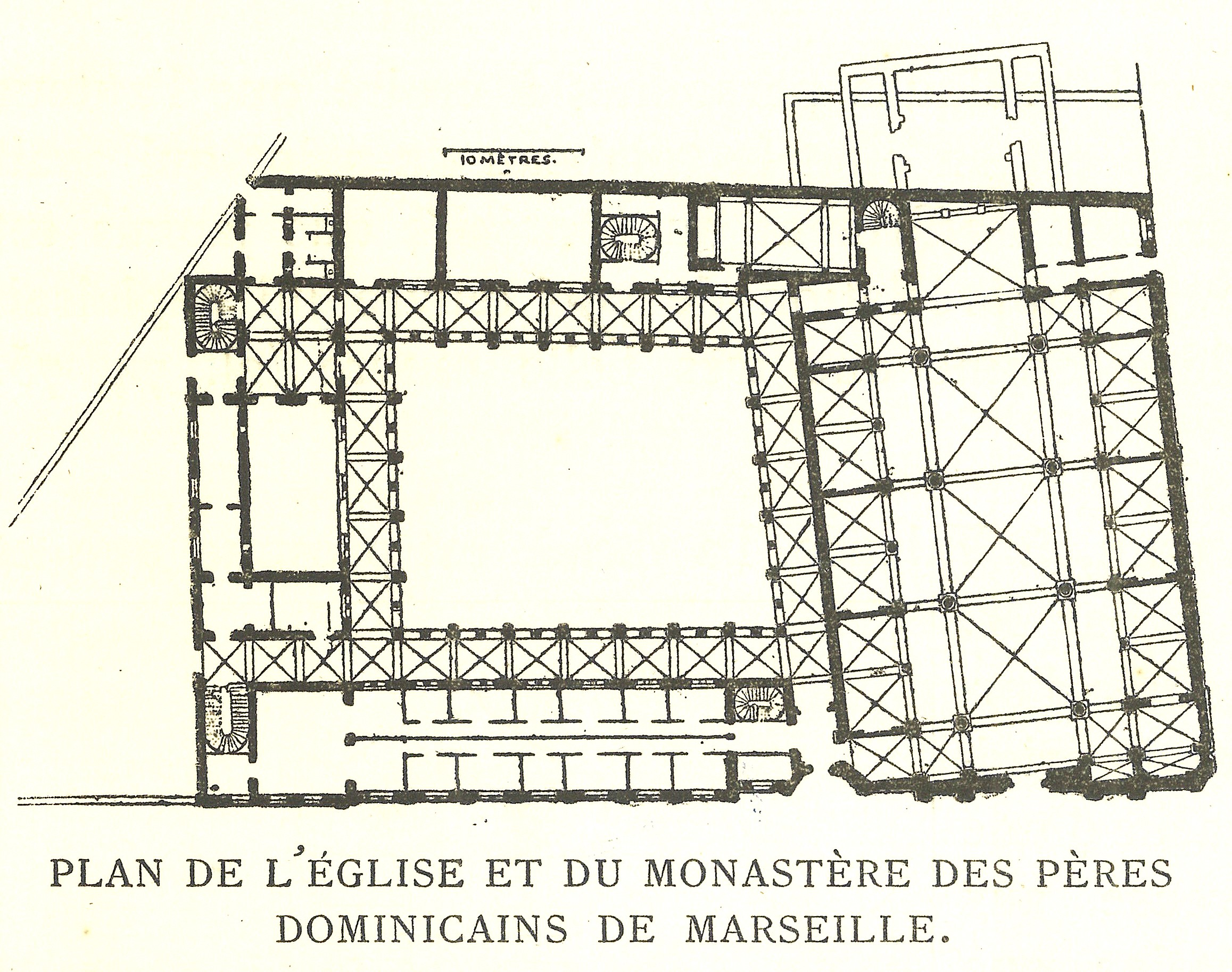
Plan initial du couvent Saint-Lazare de Marseille

Les Dominicains se réinstallent à Marseille en 1862. L'église, dédiée au Rosaire et dessinée par l'architecte Pierre Bossan, ainsi que le couvent actuels sont construits entre 1868 et 1880, notamment grâce au financement de leur pieuse voisine Anne Rosine Noilly-Prat et grâce à l'entrain du père Hyacinthe-Marie Cormier, provincial de la toute nouvelle Province de Toulouse fondée en 1865. C'est le premier projet de fondation de la nouvelle province, il doit donc représenter pleinement son esprit. Si l'église est terminée en 1878, seule l'aile Ouest et une partie de l'aile Sud du couvent sont parfaitement achevée. L'église agrandie en 1889 par le rachat d'une maison aux maristes. Les expulsions successives de 1880 et 1903 de la communauté va mettre un coup d'arrêt à l'extension du couvent. Il sera même mis aux enchères le jeudi 21 mars 1906 et racheté par les enfants de Mme Noilly-Prat à l'État.

### 1921 à aujourd'hui

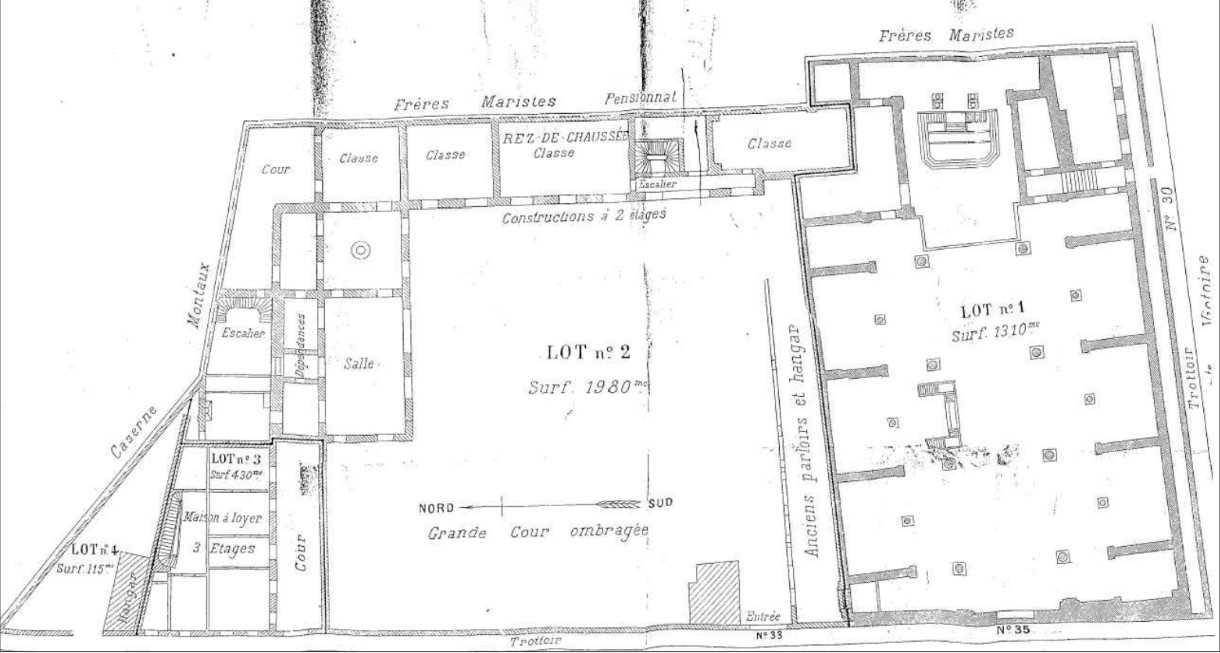
Plan du couvent lors de la mise aux enchères en 1906

Les dominicains ne purent revenir dans leur couvent qu’en 1921. Depuis lors, l’église et le couvent sont restés la propriété privée de la Province dominicaine de Toulouse, bien qu’édifiés avant la loi de séparation des Églises et de l’État de 1905. Probablement pendant les années 30, l'aile Ouest est adjointe au reste.

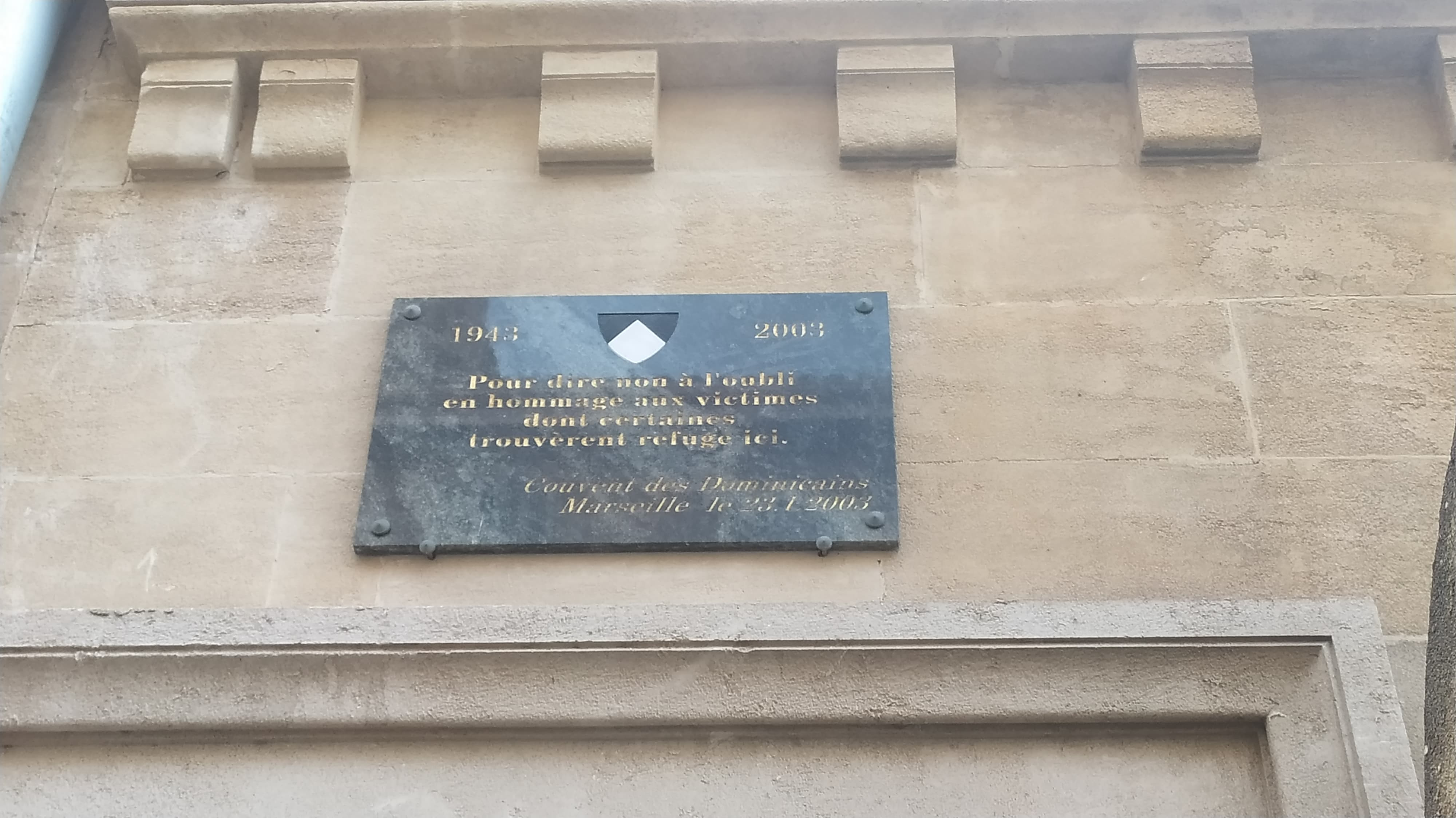
Plaque commémorative apposée en 2003 dans la rue sainte-Victoire

Au cours de la Seconde Guerre mondiale, la communauté dominicaine de Marseille joua un rôle important dans la protection des personnes persécutées. Si les religieux, sous la direction du père Réginald de Parseval, accueillirent d’abord favorablement, pour ses valeurs affichées, le régime de Vichy, leur position évolua rapidement au contact de la réalité des persécutions. Sollicités par de nombreux réfugiés, en particulier des Juifs évadés du camp des Milles, les frères organisèrent leur accueil et leur dissimulation, notamment dans le sous sol du couvent. Cette action fut rendue possible grâce à un réseau discret, parfois en lien avec l’école hôtelière de la Sainte-Baume.
Ils participèrent également à des actions de résistance spirituelle et intellectuelle. En lien avec un petit groupe catholique du collège jésuite d’Avignon, les dominicains contribuèrent à la diffusion de La Voix du Vatican, une publication ronéotée qui dénonçait, de manière feutrée, la collaboration. Cette initiative préfigura dans la région la diffusion des Cahiers du Témoignage chrétien, revue clandestine fondée à Lyon, ouvertement opposée au nazisme.
C’est dans le parloir du couvent, en décembre 1941, que le père Joseph-Marie Perrin présenta Simone Weil à Marie-Louise David, alors responsable à Marseille du réseau du Témoignage chrétien. Jusqu’à son départ en mai 1942, Simone Weil s’impliqua activement dans cette œuvre de résistance intellectuelle et spirituelle.
Pour son engagement dans la protection de plusieurs dizaines de Juifs, le père Perrin fut reconnu Juste parmi les Nations par Yad Vashem le 2 août 1999. Une plaque commémorative a été apposée dans le couvent en mémoire de tous ceux qui y furent protégés durant la guerre.

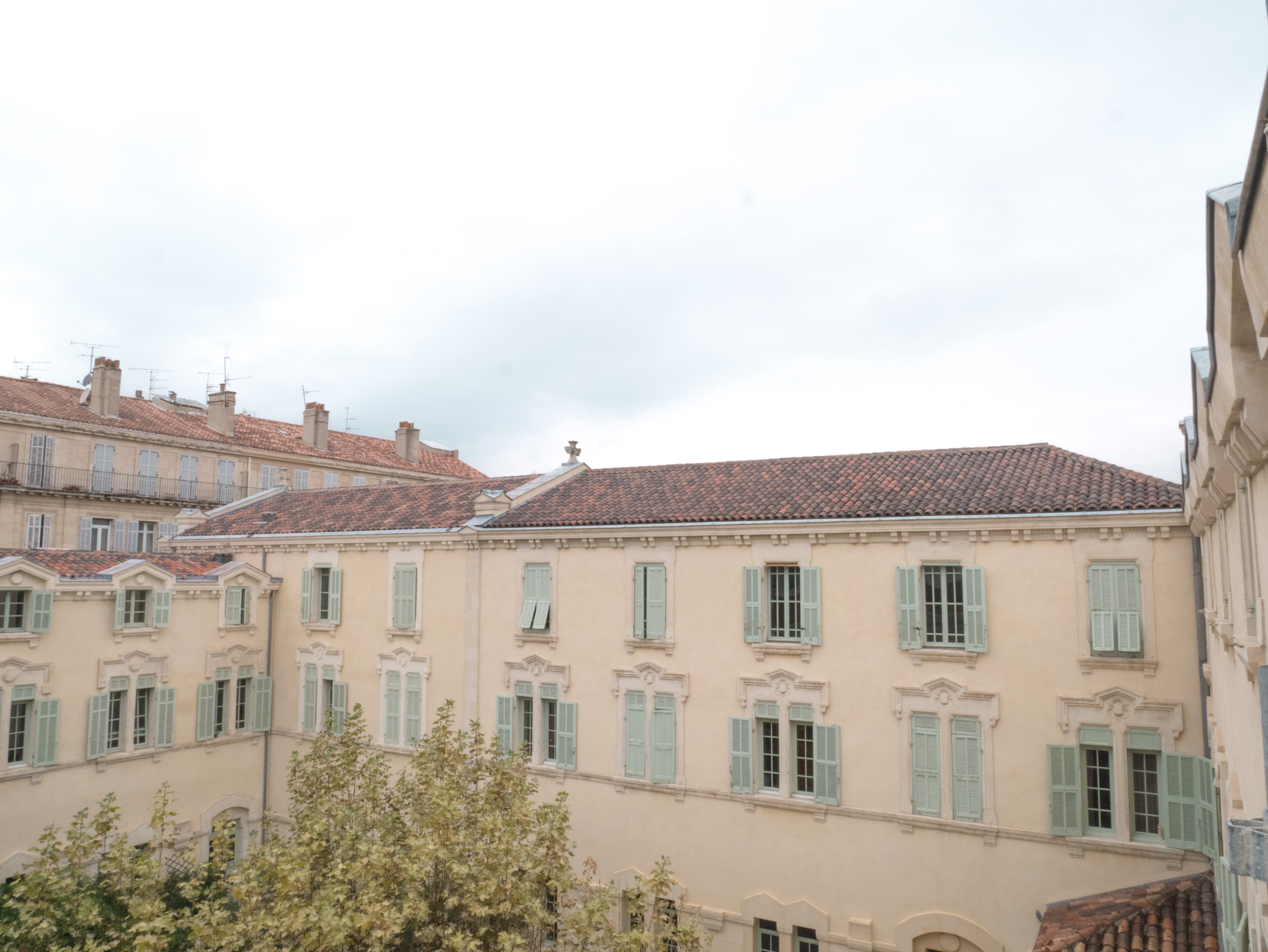
Aile Nord, aujourd'hui complétée

En 2004, les dominicains lancent les travaux pour fermer le cloître, le tout dans le style de Bossan. Ainsi, les dominicains aujourd'hui bénéficie d'un ensemble parfaitement cohérent église-couvent.

## Architecture
L'ensemble est construit de 1867 à 1899 par l'architecte Joannis Rey, disciple de Pierre Bossan sur des dessins de son maître. Seule l'aile Est (terminée en 1888) respecte le plan fixé par Bossan, le reste s'étant ajouté au cours des siècles avec dans les années 30 l'aile Ouest, dernière adjonction, en 2010, le couvent est achevé par l'aile Sud. L'église et sa crypte sont inscrites au titre des monuments historiques par arrêté du 28 septembre 1995. S'il n'a pas été réalisé intégralement du vivant de Bossan, c'est tout de même le seul ensemble conçu pour des religieux de Pierre Bossan parvenu à nos jours dans son utilité primitive.

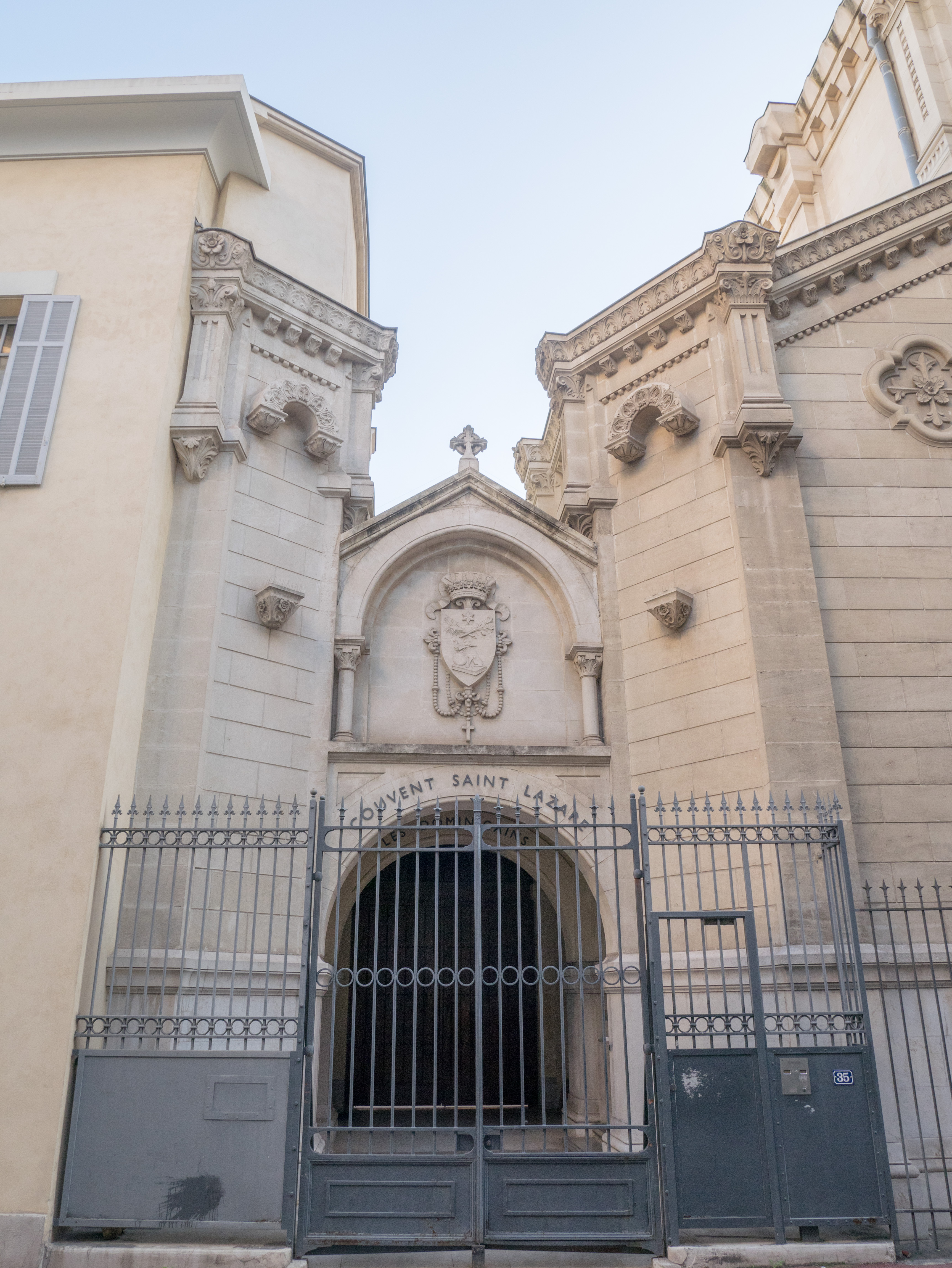
Entrée du couvent au 35 rue Edmond Rostand
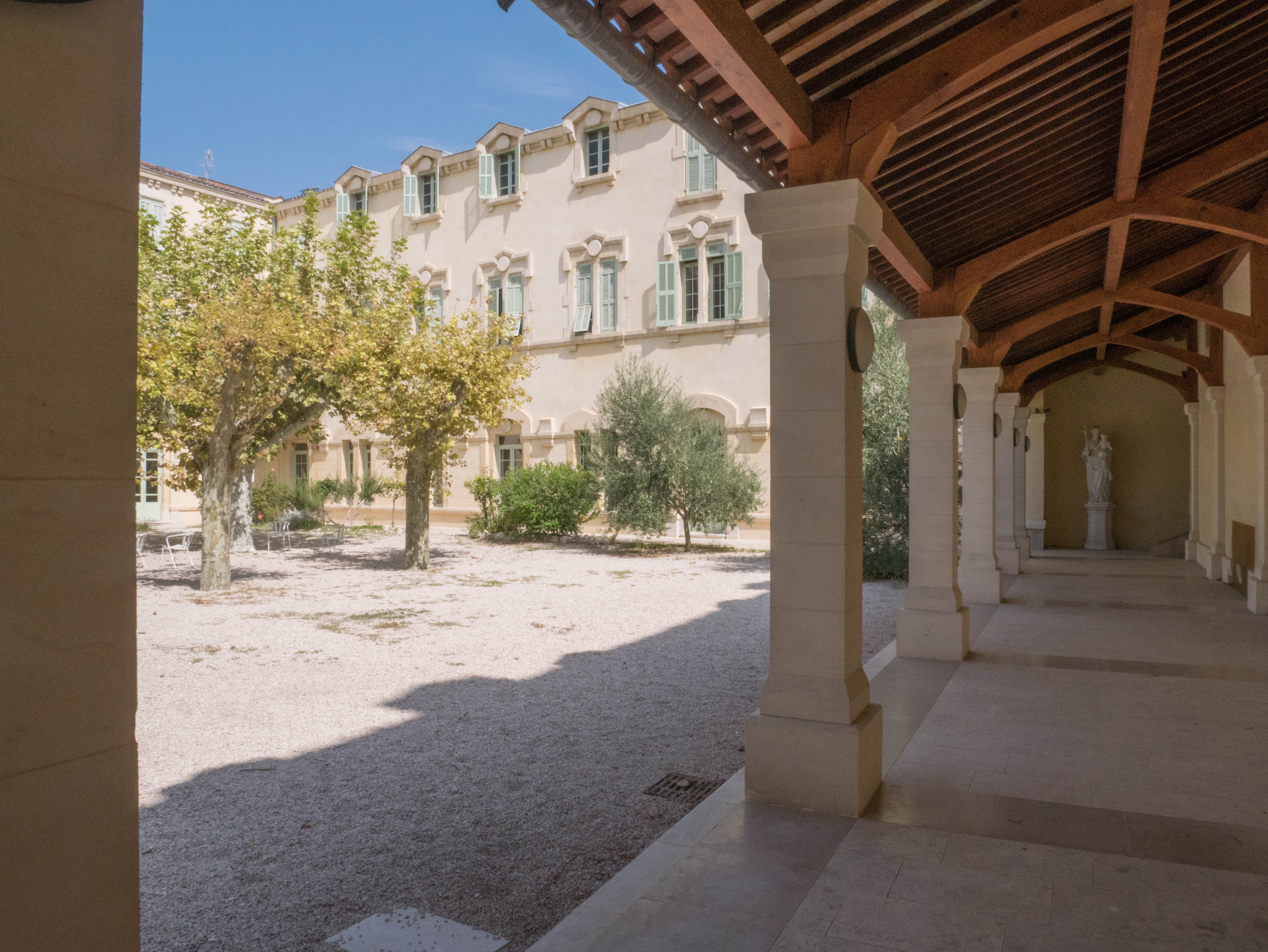
Cloître du couvent
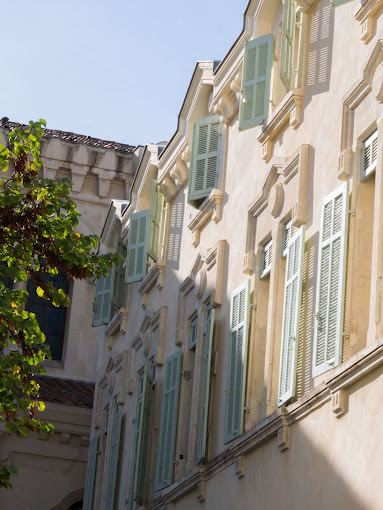
Détail de la façade intérieure du couvent
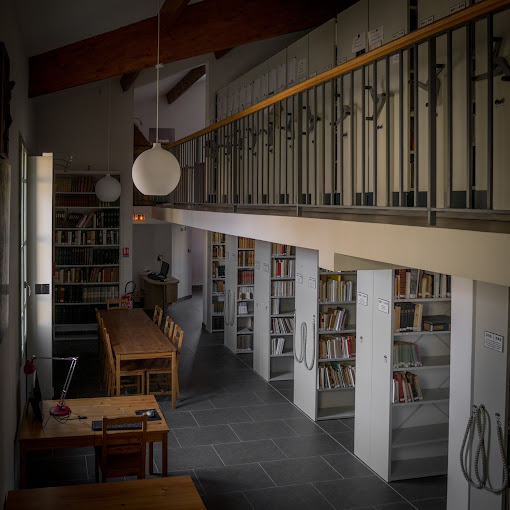
Nouvelle bibliothèque du couvent
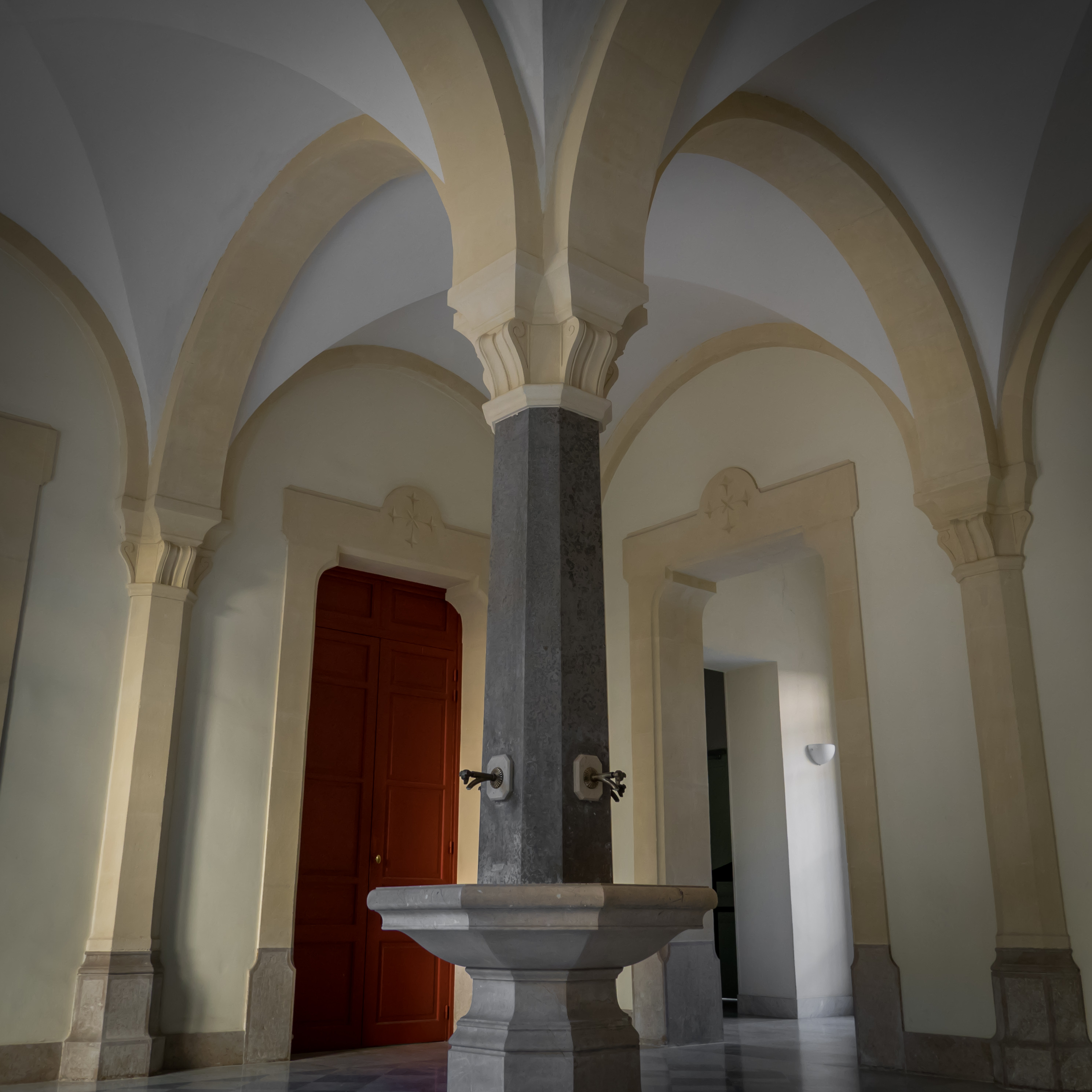
Atrium du couvent

### Personnalités liées
- Joseph-Marie Perrin
- Paul Amargier
- Jean Cardonnel
- Hyacinthe-Marie Cormier